# Charles Budd Robinson
Charles Budd Robinson ( * Nueva Escocia, Canadá 1871 - 5 de diciembre de 1913 ) fue un botánico, algólogo y explorador canadiense.
En 1906 defendió su tesis doctoral en la Universidad de Columbia. Luego accedió por concurso-oposición a Asistente Curador del Herbario del Jardín Botánico de Nueva York. Entre 1908 y 1911 es Botánico de la Oficina de Ciencias de Manila (Bureau of Science, Manila, P.I.). Y nuevamente entre 1911 y 1912 está entre el personal del Jardín Botánico de Nueva York; para subsecuentemente retornar a Filipinas, entrando nuevamente en la Oficina de Ciencias. A principios de 1913 se prepara para una estadía planeada en Ambon, pensando en recolectar en nombre de Merrill quien estaba revisando ciertos géneros. Y es asesinado en uno de sus tours por Ambon; no siendo muerto por amboneses, sino por ‘binongkos’, una clase de gitanos que estaban asentados en las Molucas.

## Algunas publicaciones
- 1903. Contributions to a flora of Nova Scotia
- 1909. Philippine Boraginaceae
- 1910. Philippine Urticaceae. The Philippine journal of science. C. Botany
- 1911. Alabastra Philippinensia
- 1912. Polycodium. Contributions from the New York Botanical Garden

### Libros
- 1911. Botanical notes upon the island of Polillo. Ed. Bureau of Printing. 228 pp.

- La abreviatura «C.B.Rob.» se emplea para indicar a Charles Budd Robinson como autoridad en la descripción y clasificación científica de los vegetales.[3]